# Hinterer Sattelkopf (Bayerische Voralpen)
Der Hintere Sattelkopf ist ein 1510 m ü. A. hoher Berg in den Bayerischen Voralpen in Tirol. Er ist ein dem Blaubergkamm südlich vorgelagerter wenig ausgeprägter Nebengipfel auf Tiroler Seite des Kamms. Der höchste Punkt ist bewaldet, der Hintere Sattelkopf nur weglos erreichbar.

## Galerie

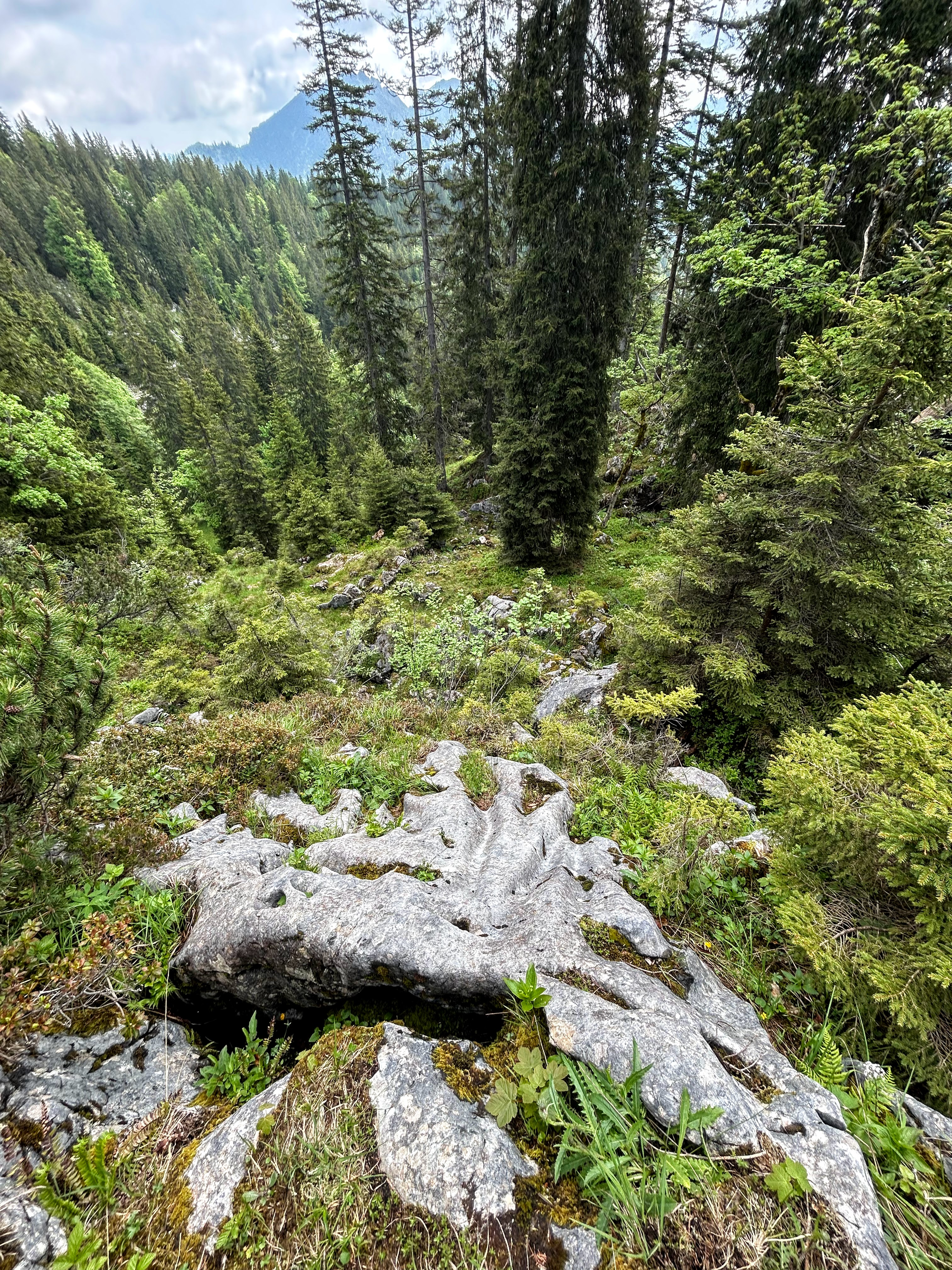
Hinterer Sattelkopf, Gipfelbereich